# HD 220689
HD 220689 — одиночная звезда в созвездии Водолея на расстоянии приблизительно 153 световых лет (около 46,9 парсек) от Солнца. Видимая звёздная величина звезды — +7,76m. Возраст звезды оценивается как около 3,5 млрд лет.
Вокруг звезды обращается, как минимум, одна планета.

## Характеристики
HD 220689 — жёлтый карлик спектрального класса G0, или G3V. Масса — около 1,158 солнечной, радиус — около 1,158 солнечного, светимость — около 1,491 солнечной. Эффективная температура — около 5818 К.

## Планетная система
В 2011 году группой астрономов, работающих со спектрографом CORALIE, было объявлено об открытии планеты HD 220689 b. Это газовый гигант, имеющий массу, практически равную массе Юпитера. Планета обращается почти по круговой орбите на расстоянии 3,36 а.е. от родительской звезды, совершая полный оборот за 2209 суток. Открытие планеты было совершено методом доплеровской спектроскопии. Общее время наблюдений составило 2191 сутки.
В 2019 году учёными, анализирующими данные проектов HIPPARCOS и Gaia, у звезды обнаружена планета HIP 115662 c.